# Veauche
Veauche is een gemeente in het Franse departement Loire (regio Auvergne-Rhône-Alpes). De plaats maakt deel uit van het arrondissement Montbrison. Veauche telde op 1 januari 2022 8.984 inwoners.

## Geografie
De oppervlakte van Veauche bedroeg op 1 januari 2022 10,41 vierkante kilometer; de bevolkingsdichtheid was toen 863 inwoners per km². De gemeente omvat ook het kerkdorp Saint-Laurent-de-Veauche.

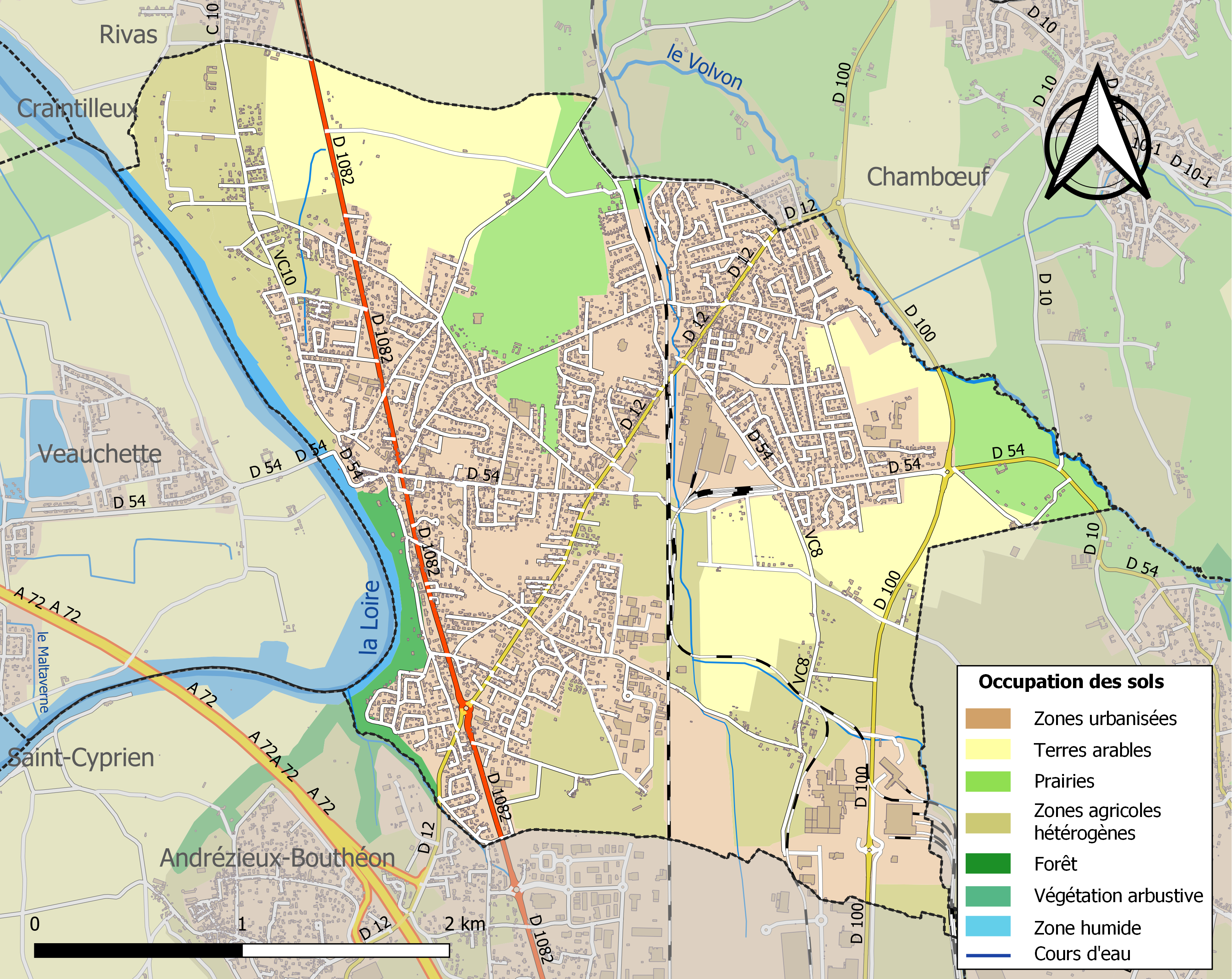
Kaart van de gemeente met de belangrijkste infrastructuur, bodemgebruik en omliggende gemeenten

## Verkeer en vervoer
In de gemeente ligt spoorwegstation Saint-Galmier-Veauche.

## Demografie
Onderstaande figuur toont het verloop van het inwonertal (bron: INSEE-tellingen).